# Heiligkreuzkirche (Niederbipp)

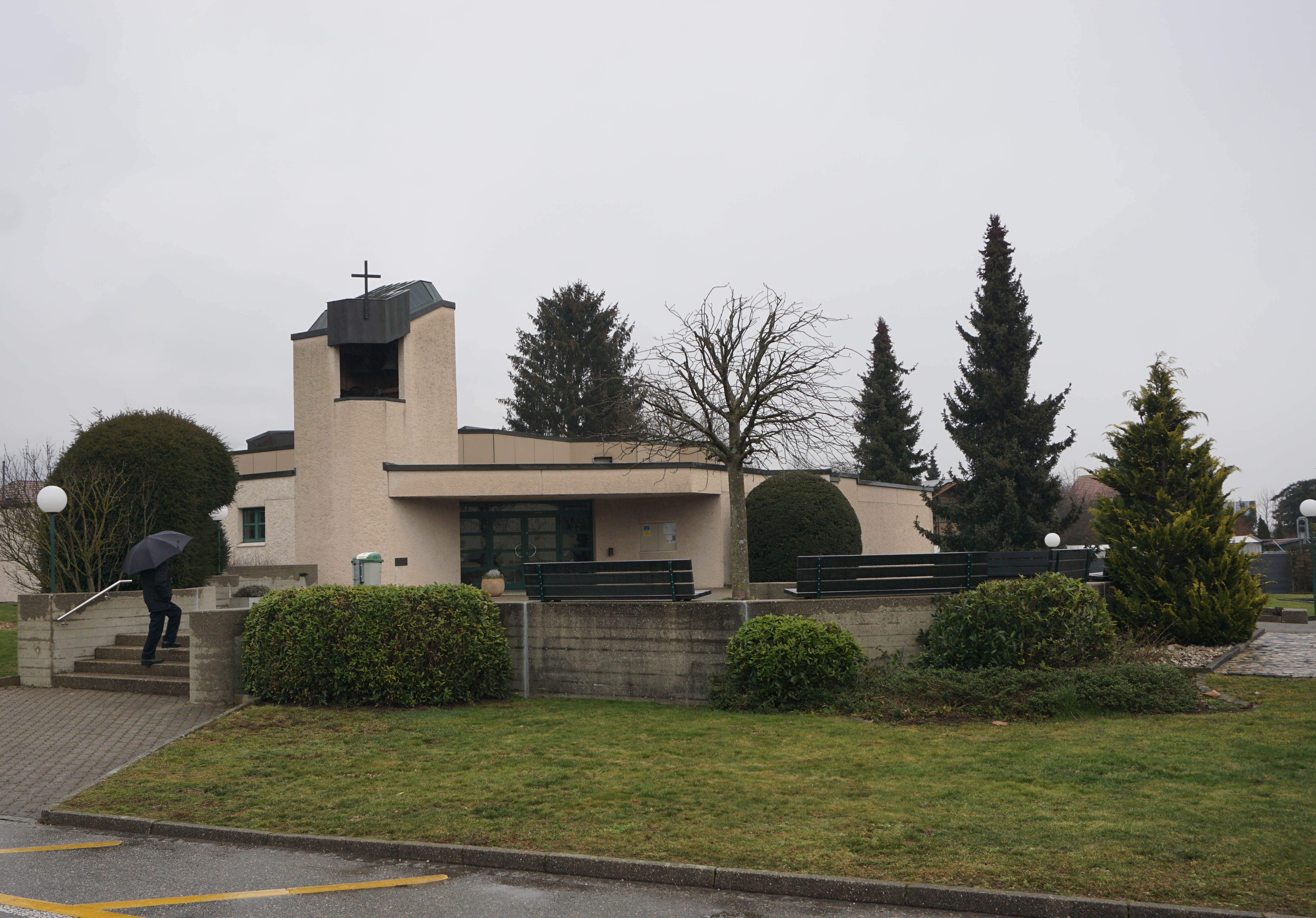
Heilig Kreuz Niederbipp

Die Heiligkreuzkirche in Niederbipp im Kanton Bern ist eine römisch-katholische Filialkirche der Pfarrei St. Christophorus Wangen-Niederbipp. Sie wurde 1976 durch Architekt Josef Negri, Langenthal an der Hintergasse 38 erbaut.

## Geschichte
Die Katholiken von Niederbipp besuchten vor dem Bau der Pfarrkirche in Wangen den Gottesdienst in der Kirche St. Georg in Oensingen und in der Kapelle in der Klus. Für die während des Zweiten Weltkrieges einquartierten Franzosenkinder hatten die Gemeindebehörden ein Schulzimmer in Niederbipp für den katholischen Gottesdienst zur Verfügung gestellt. Diesen Raum konnten die Katholiken nach Rückführung der Kinder weiterhin benutzen. Am 24. März 1947 wurde zur Pflege der Gemeinschaft der Kultusverein Niederbipp-Oberbipp gegründet. Die röm.-kath. Kirchgemeinde Langenthal erwarb am 2. Juli 1968 das Land für den Bau einer Kirche in Niederbipp. Durch von Pfarrer Willy Portmann beförderte Sammelaktionen und den Einsatz von Kultusverein und Baukommission konnte der Bau einer eigenen Kirche verwirklicht werden. Am 18. Juli 1976 wurde die Kirche unter dem Patronat des Heiligen Kreuzes durch Bischof Anton Hänggi geweiht.
Mit der Pfarrei St. Christophorus Wangen ist Niederbipp Teil des Pastoralraums Oberaargau.

## Kirche

### Baubeschreibung
Der freistehende, flache Bau steht als neuer Blickpunkt im locker bebauten Quartier und prägt mit seiner sorgfältig gestalteten Umgebung, mit Platanen, beschnittenen Ziergehölzen und einem Laufbrunnen sowie einer Gedenktafel zur italienischen Partnerstadt Matino (LE) das Ortsbild. Der niedrige Glockenturm mit dem Kreuz bezeichnet den Bau als Kirchengebäude. Über den leicht erhöhten Vorplatz gelangen die Besucher in den Vorraum mit Zugang zum Untergeschoss und zum Kirchenraum. Daneben besteht von aussen ein separater Zugang zu den Untergeschossräumen.

### Innenraum und künstlerische Ausstattung

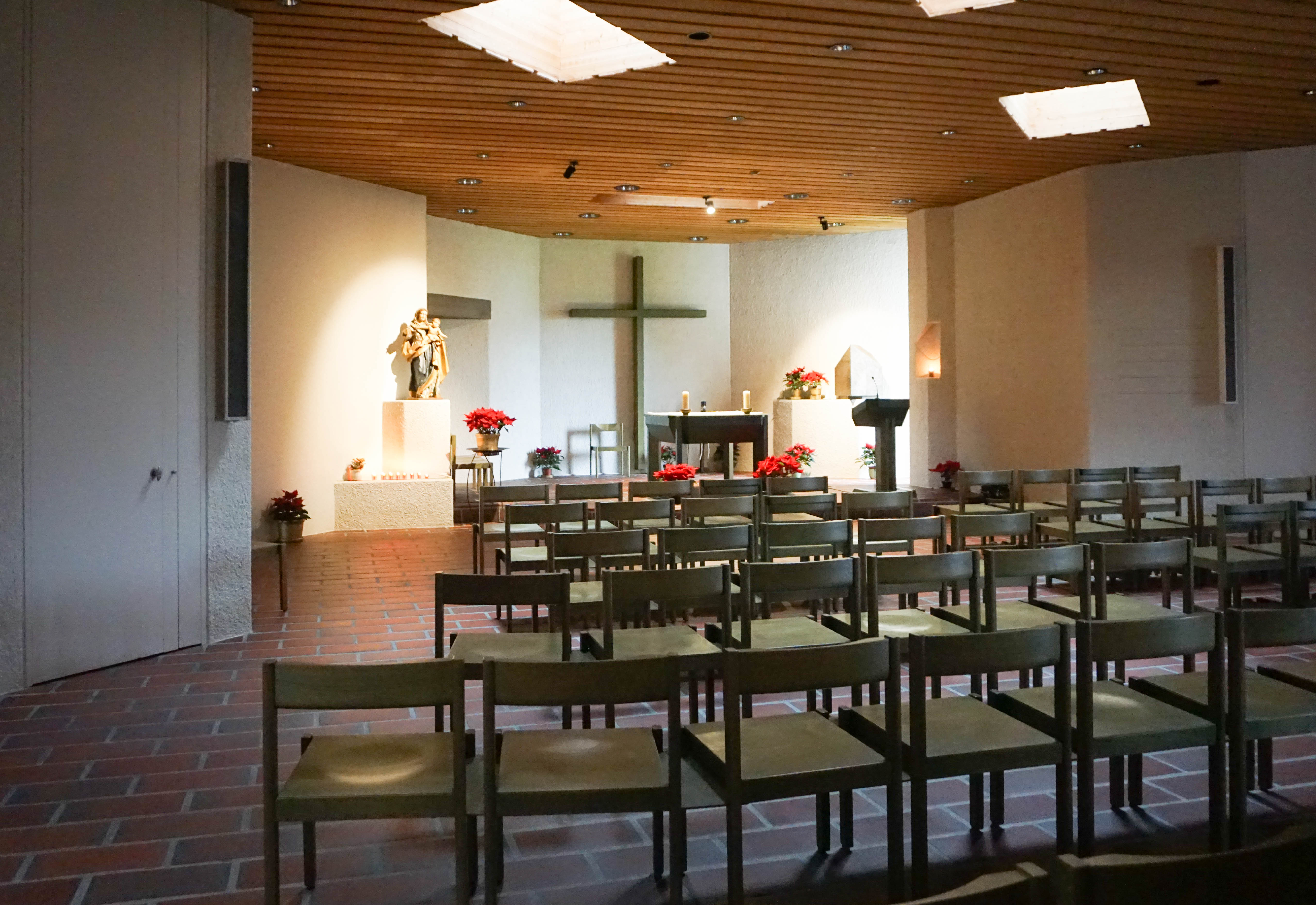
Inneres der Heiligkreuzkirche

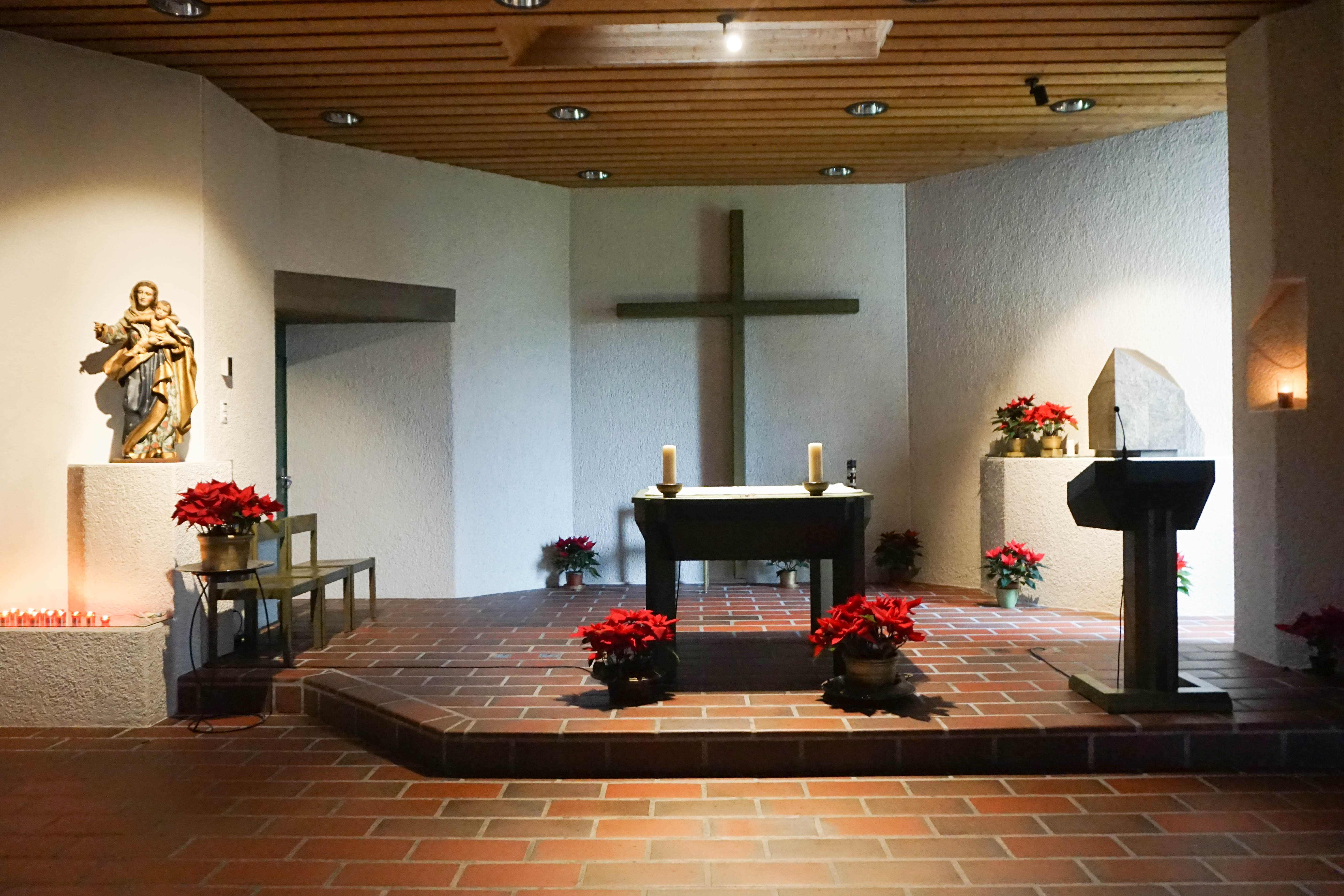
Chorraum

Weiss verputzte Wände, ein mit roten Klinkerplatten belegter Boden und die holzverkleidete Decke geben dem Raum eine schlichte Prägung. Die freistehenden Stühle können nach Bedarf angeordnet werden, was eine vielfältige Nutzung des Raums sowohl zum Gottesdienst, als auch für Konzerte oder Versammlungen möglich macht. Der eingezogene Chor erhält indirekt durch ein seitliches Fensterband Tageslicht. Aus dunkel gebeiztem Holz wurden der Altartisch, das Lesepult und das grosse Kreuz gestaltet. Der Tabernakel wirkt in seiner Form wie ein Bergkristall. An der linken Chorecke steht eine in barocker Art farbig gefasste Madonna.
Die Inneneinrichtung der Kirche konnte mit einem Basar Anfang Mai 1976 finanziert werden.

## Orgel

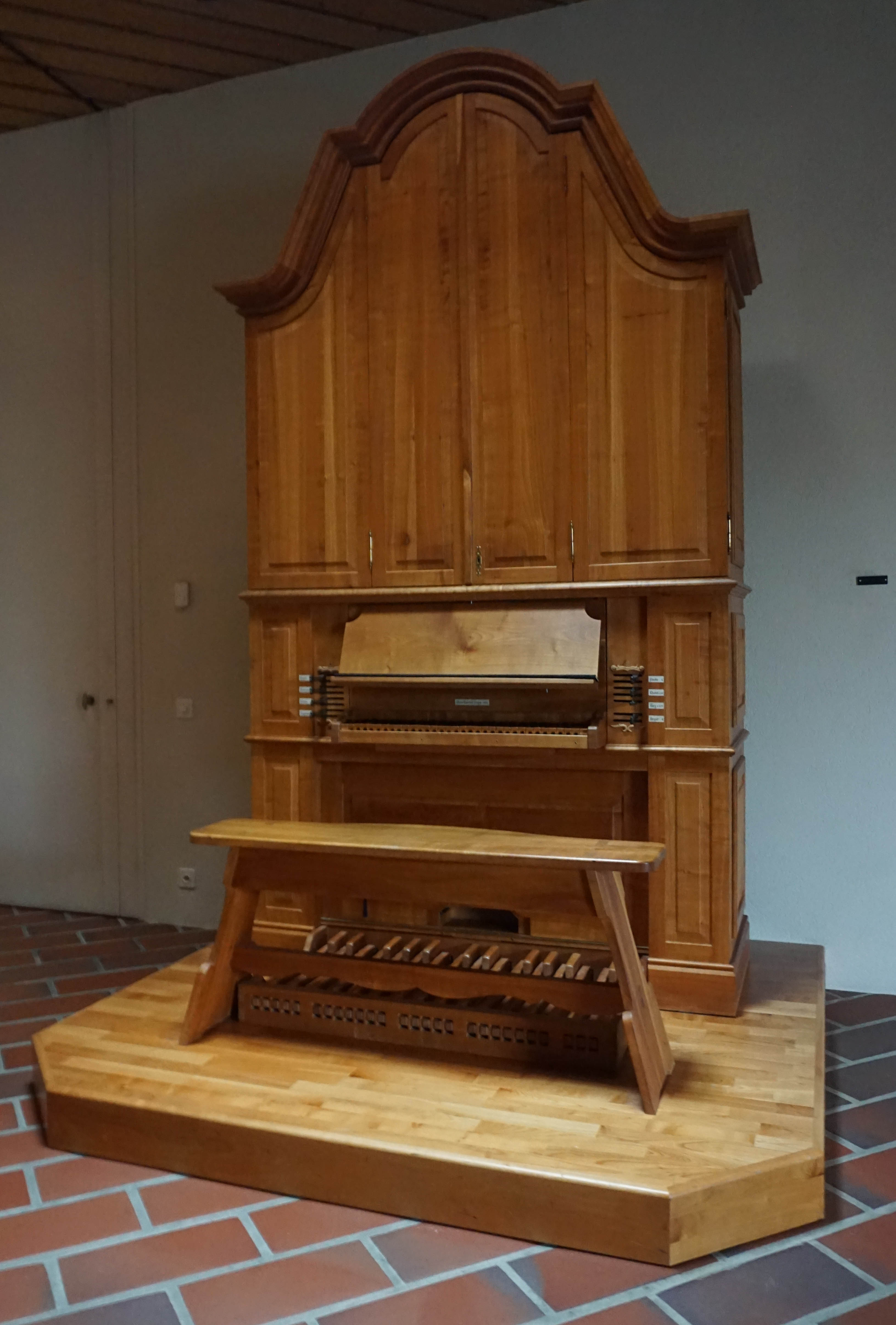
Orgel

Ab 1976 wurde in der neugebauten Kirche zunächst ein elektronisches Instrument benutzt. 2006 wurde eine 1991 von Arno Caluori, Seewis-Dorf GR, erbaute Hausorgel erworben. Sie umfasst acht Register auf einem Manual und angehängtem Pedal mit mechanischen, geteilten Schleifladen und mechanischer Registertraktur. Die Basstöne Cis und Dis sind an cis und dis angekoppelt. Die Disposition lautet wie folgt:
| I Hauptwerk C–f3 |        |            |
| Coppel           | 8′     |            |
| Prästant         | 4′     |            |
| Rohrflöte        | 4′     |            |
| Quinte           | 2 ⁄3′  |            |
| Terz D           | 1 3⁄5′ |            |
| Superoctave      | 1′     |            |
| Holzregal        | 8′     | (Prospekt) |

| Pedal C–d1 |
| angehängt  |

- Neben- und Effektregister: Cymbelstern (auf Taste g3 feststellbar), Vogelsang (auf Taste Kontra-H feststellbar)

## Glocken
Im niedrigen Glockenträger hängen drei Glocken.
- Grosse Glocke, «Im Kreuz ist Heil», 300 kg
- Mittlere Glocke, «Dass alle eins seien», 175 kg
- Kleine Glocke, «Gott sei mir Sünder gnädig», 130 kg